# Cylindrolister quadricollis
Cylindrolister quadricollis är en skalbaggsart som först beskrevs av Lewis 1894.  Cylindrolister quadricollis ingår i släktet Cylindrolister och familjen stumpbaggar. Inga underarter finns listade i Catalogue of Life.